# Susanne Cramer
Susanne Cramer (* 3. Dezember 1936 in Frankfurt am Main, Hessen; † 7. Januar 1969 in Hollywood, Kalifornien) war eine deutsche Filmschauspielerin, die auch als Susan Cramer und Suzanne Cramer auftrat.

## Leben
Mit 20 Jahren heiratete Cramer den 37-jährigen Schauspieler Hermann Nehlsen, der ihre Filmambitionen vorantrieb. Die Ehe scheiterte und die Schauspielerin ging eine Beziehung mit Claus Biederstaedt ein, den sie 1956 bei Dreharbeiten zur Literaturverfilmung Kleines Zelt und große Liebe kennengelernt hatte. Auch diese Beziehung scheiterte; in der Frankfurter Abendpost wurde im Februar 1958 über einen Suizidversuch der damals 21-jährigen Schauspielerin berichtet, den sie dementierte.
Im Jahr 1958 heiratete sie den Schauspielkollegen Helmuth Lohner. Die Scheidung erfolgte nach fünf Monaten; allerdings heiratete sie ihn danach ein zweites Mal. Die gemeinsame Tochter Konstanze Lohner, die heute als Pädagogin in Deutschland tätig ist, stammt aus dieser Verbindung. Auch die zweite Ehe mit Lohner endete nach kurzer Zeit mit einer Scheidung, da er eine Beziehung mit Karin Baal einging. Schließlich heiratete Cramer den US-amerikanischen Schauspieler Kevin Hagen, bekannt als Dr. Baker aus der Familienserie Unsere kleine Farm, mit dem sie bis zu ihrem Tod zusammenlebte.
Als sie Ende 1966 ihre Schauspielkollegin und Freundin Renate Ewert in München besuchen wollte, fand sie diese – bereits mehrere Tage tot – in der Wohnung liegend vor. Dieses Erlebnis beschäftigte sie sehr.
Susanne Cramer erkrankte gut zwei Jahre später an der in den USA grassierenden Hongkong-Grippe und starb im Alter von nur 32 Jahren in einer Privatklinik – offiziell wegen einer Lungenentzündung. Über ihren Tod gibt es aber zahlreiche Gerüchte, die von Suizid bis hin zu einem ärztlichen Behandlungsfehler reichen. Ihr Grab befindet sich auf dem Forest Lawn Memorial Park (Hollywood Hills).

## Karriere
Die Tochter eines Anwalts besuchte eine Schauspielschule in Frankfurt und wurde, noch keine 19 Jahre alt, für den Film entdeckt.
Cramer spielte zunächst zwei kleinere Rollen in deutschen Nachkriegsfilmen, bis sie in der Verwechslungskomödie Die gestohlene Hose mit Heinz Erhardt und in Kleines Zelt und große Liebe mit Claus Biederstaedt Hauptrollen erhielt. In den Jahren 1957 und 1958 spielte sie allein in zehn Filmproduktionen, so beispielsweise mit Lilli Palmer und Ivan Desny in dem Melodram Wie ein Sturmwind von Regisseur Falk Harnack.
Nach ihrem Umzug nach Hollywood trat sie dort vermehrt in Fernsehserien auf, unter anderem in Bonanza, Solo für O.N.C.E.L., Perry Mason und Ein Käfig voller Helden. Aber auch in Spielfilmen agierte sie in Nebenrollen an der Seite von Marlon Brando und James Stewart.

## Filmografie
- 1956: Waldwinter
- 1956: Die gestohlene Hose
- 1956: Les Assassins du dimanche
- 1956: Kleines Zelt und große Liebe
- 1956: Rot ist die Liebe
- 1957: Wie ein Sturmwind
- 1957: Kindermädchen für Papa gesucht
- 1957: Das Glück liegt auf der Straße
- 1957: Witwer mit fünf Töchtern
- 1957: Der kühne Schwimmer
- 1957: Ferien auf der Sonneninsel
- 1958: Italienreise – Liebe inbegriffen
- 1958: Der Greifer
- 1958: Der lachende Vagabund
- 1958: Schwarze Nylons – Heiße Nächte
- 1959: Nick Knattertons Abenteuer – Der Raub der Gloria Nylon
- 1960: Ich möchte mit Dir leben (Yo quiero vivir contigo; Argentinien)
- 1960: Mal drunter – mal drüber
- 1961: Drei Mann in einem Boot
- 1961: Unter Ausschluß der Öffentlichkeit
- 1962: Nie hab ich nie gesagt (TV)
- 1963: The Dakotas - Trial at Grand Forks
- 1963: Temple Houston (Fernsehserie) - Seventy Times Seven
- 1964: Anzeige gegen Unbekannt (TV)
- 1964: Zwei erfolgreiche Verführer (Bedtime Story)
- 1964: Gauner gegen Gauner (The Rogues, Fernsehserie)
- 1964–1965: Amos Burke (Fernsehserie, 2 Folgen)
- 1964–1965: Perry Mason (Fernsehserie, 2 Folgen)
- 1964–1967: Solo für U.N.C.L.E. (The Man from U.N.C.L.E) (Fernsehserie, 2 Folgen)
- 1965: Geliebte Brigitte
- 1965: Bonanza – Dead and Gone (Fernsehserie, 1 Folge)
- 1965: Stunde der Entscheidung (Fernsehserie)
- 1965: Mein Onkel vom Mars (Fernsehserie)
- 1965: Mini-Max
- 1966: Blue Light (Fernsehserie, 1 Folge)
- 1966: The John Forsythe Show (Fernsehserie, 1 Folge)
- 1966: Ein Käfig voller Helden (Fernsehserie, 1 Folge)
- 1966: Jericho (Fernsehserie, 1 Folge)
- 1966: Solo für U.N.C.L.E. (The Man from U.N.C.L.E) (Fernsehserie, 1 Folge)
- 1966: Die Katze (T.H.E. Cat, Fernsehserie, 1 Folge)
- 1967: Occasional Wife (Fernsehserie, 1 Folge)
- 1967: Immer wenn er Pillen nahm (Fernsehserie, 1 Folge)
- 1967: Der Chef (Fernsehserie, 1 Folge)
- 1967: The Rat Patrol – The Love Thine Enemy Raid (Fernsehserie)
- 1968: Death Valley Days (Fernsehserie, 1 Folge)
- 1969: The Guns of Will Sonnett (Fernsehserie, 1 Folge)